# Caspar Olevianus

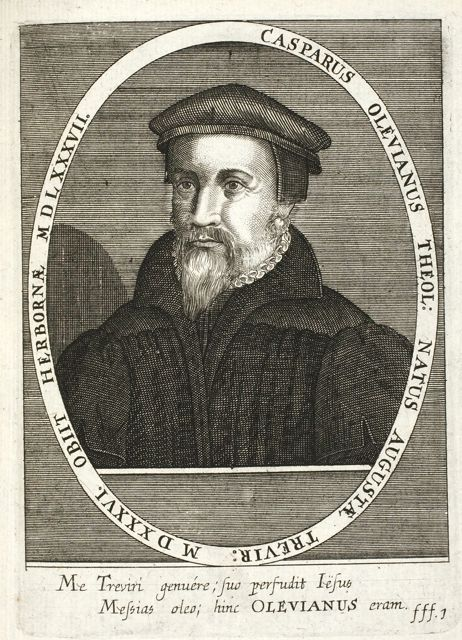
Caspar Olevianus.

Caspar Olevianus, född den 10 augusti 1536 i Trier, död den 15 mars 1587 i Herborn, var en tysk reformert teolog.
Olevianus studerade teologi i Genève och Zürich och började 1559 som lärare i sin födelsestad Trier verka för en reformation i kalvinistisk riktning, men ärkebiskopen där gjorde med vapenmakt slut på hans arbete. Han flyttade då, 1560, på inbjudning av kurfurst Fredrik III till Heidelberg, där han blev universitetsprofessor och predikant vid Helgeandskyrkan samt jämte Zacharias Ursinus utgav den så kallade Heidelbergkatekesen. Genom predikningar, skrifter och religionssamtal ivrade han för Genèves kyrkotukt och kalvinsk åskådning. Sedan han 1576 förvisats ur Pfalz av den nye kurfursten, den lutherskt sinnade Ludvig VI, verkade han för införande av reformert kyrkoförfattning i Nassau med flera områden. Han blev slutligen förste pastor i Herborn. Hans mest betydande systematiska arbete är De substantia foederis gratuiti inter Deum et electos (1585).